# ドラード和世陀
ドラード和世陀（ドラードわせだ、ドラード早稲田などとも）は、東京都新宿区早稲田鶴巻町にある店舗併設のデザイナーズマンション。早稲田大学そばの奇抜な建物として知られる。設計者は早稲田大学建築学科卒で「日本のガウディ」の異名をもつ梵寿綱。
早大通りに面する。1階には、梵寿綱ファンの小原聖史が経営するアンティークショップ「オールドタイムス」と画廊「ドラードギャラリー」が入居しており、テレビドラマ等のロケ地にもなっている。また美容院「早稲田男髪サロン ジュネコア」も入居している。かつては「城の樹」という喫茶店も入居していたが、閉業して看板だけが残っている。住居部分は長期入居者が多く、一室には梵自身も入居している。
白を基調とする曲線的な外観が特徴。外壁から内部まで無数の彫刻・タイル・壁画・ステンドグラス・オブジェが敷き詰められており、西洋と東洋の雑多なモチーフが渾然一体となっている。外壁彫刻は梵と妻子が手掛け、その他大半は梵に共鳴した芸術家十数人が自由に手掛けている。通路の一角には、工事関係者約160人の名を刻んだ金のプレートが掲げられている。
建物名は「エル・ドラード」「仏陀が世の中をまとめている理想郷」にちなむ。
1983年9月竣工。オーナーの注文で建てられた。竣工時には展覧会が開かれ、『週刊新潮』に「ラブホテルか芸術か」という巻頭グラビアが組まれた。1992年には『ジャパンタイムズ』で「日本のガウディ」として取り上げられた。21世紀現在でも時折取材され、建築ツアーの訪問先にもなっている。

## 画像

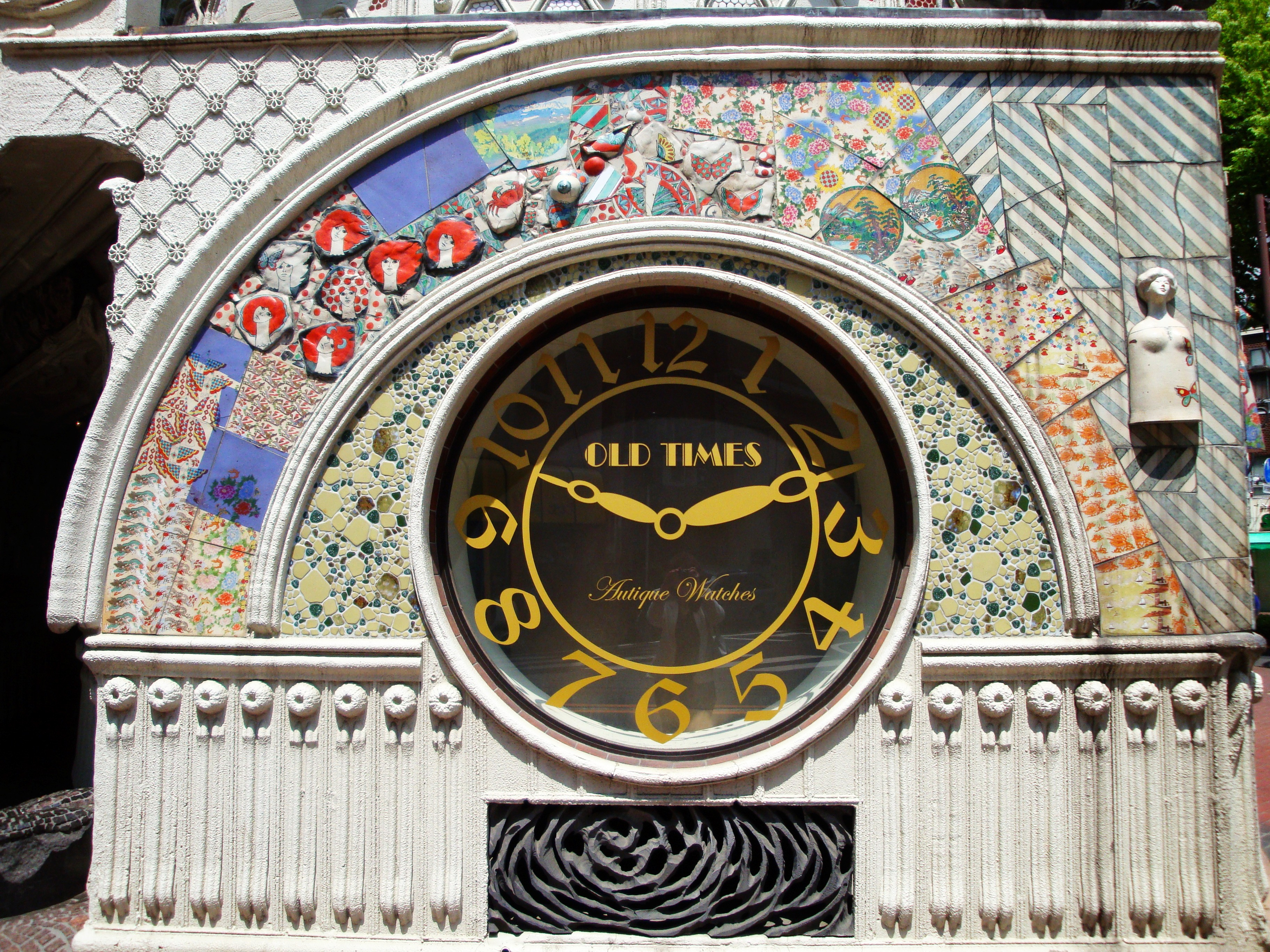
外壁
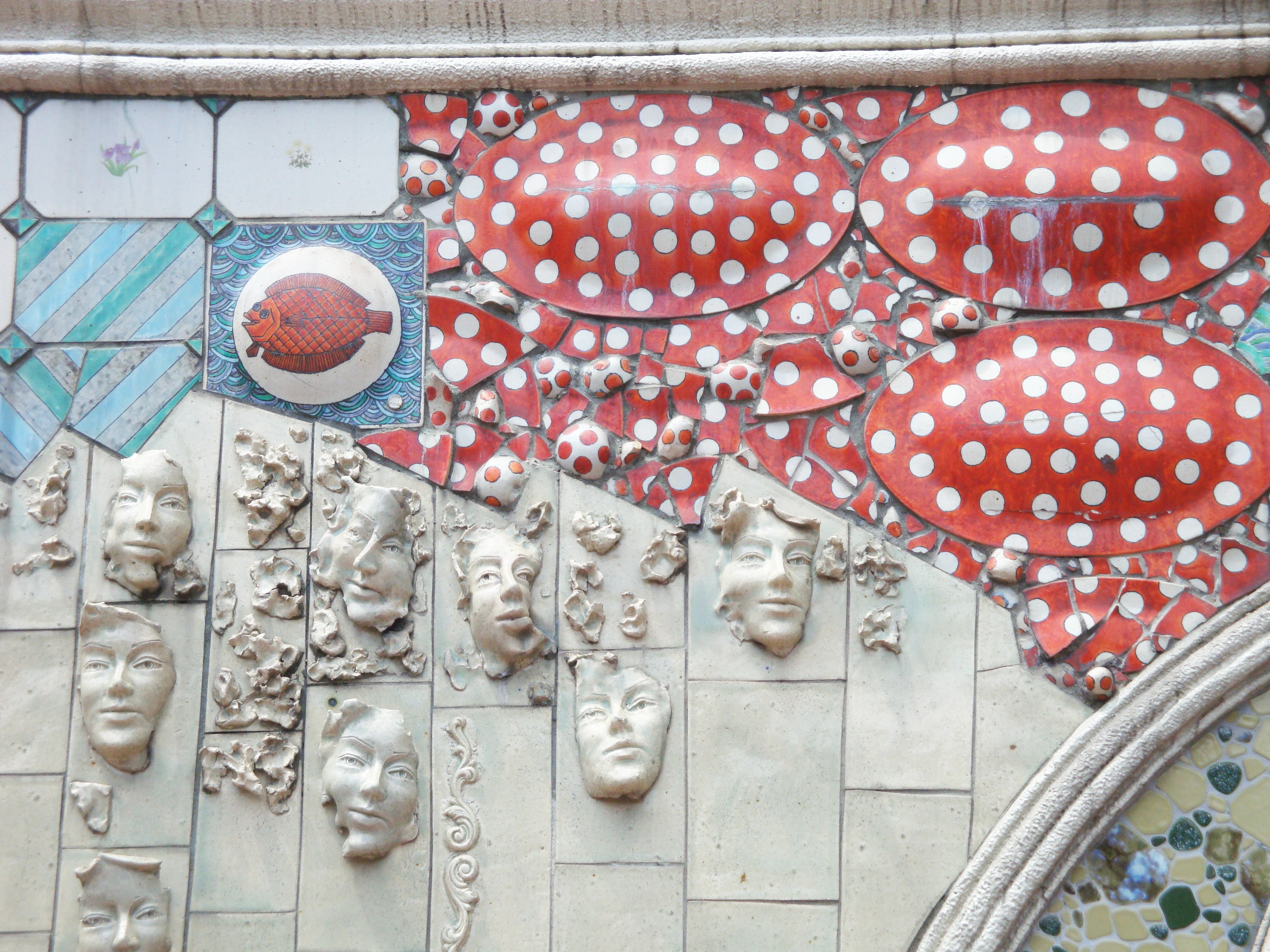
外壁
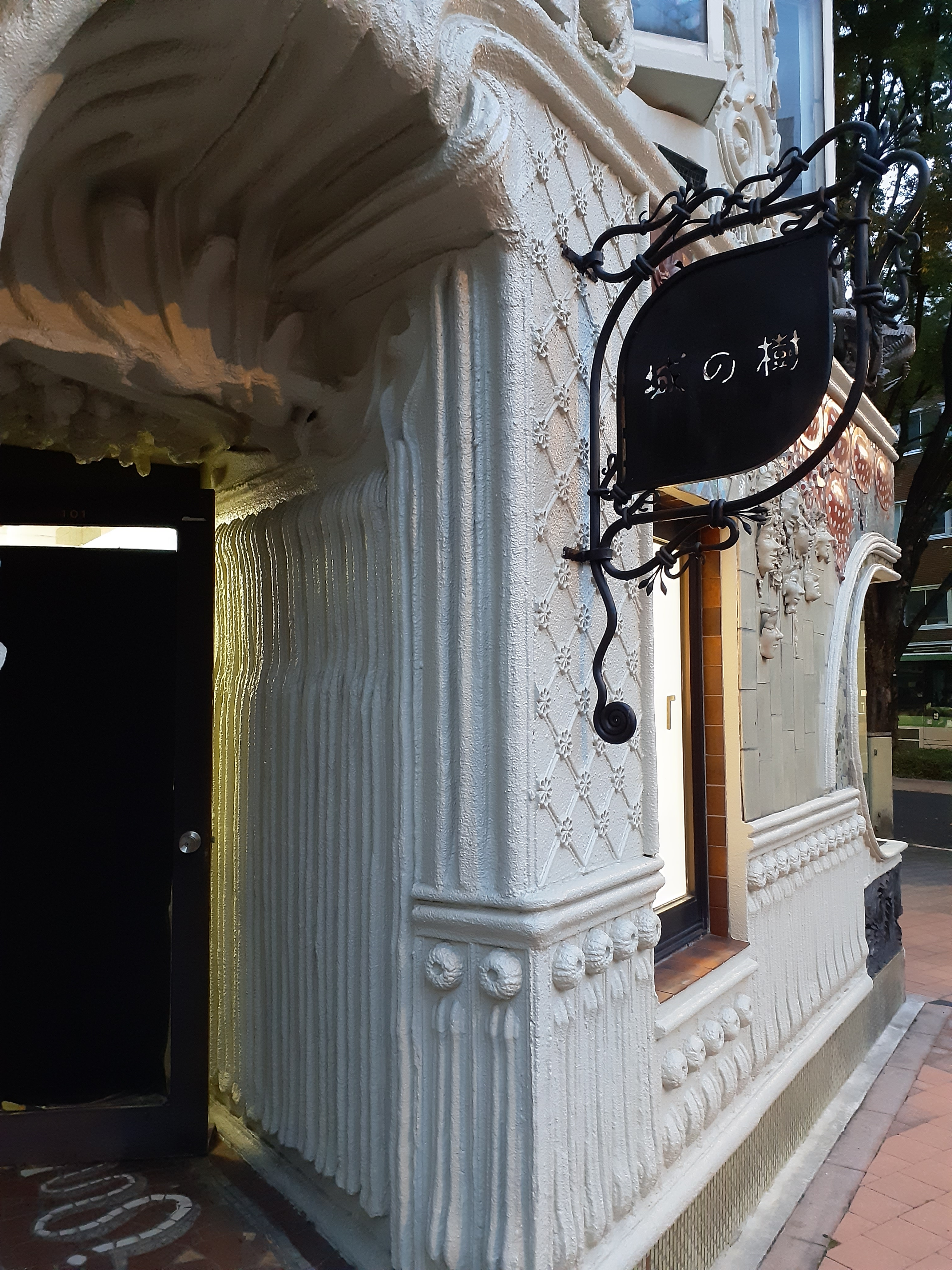
城の樹
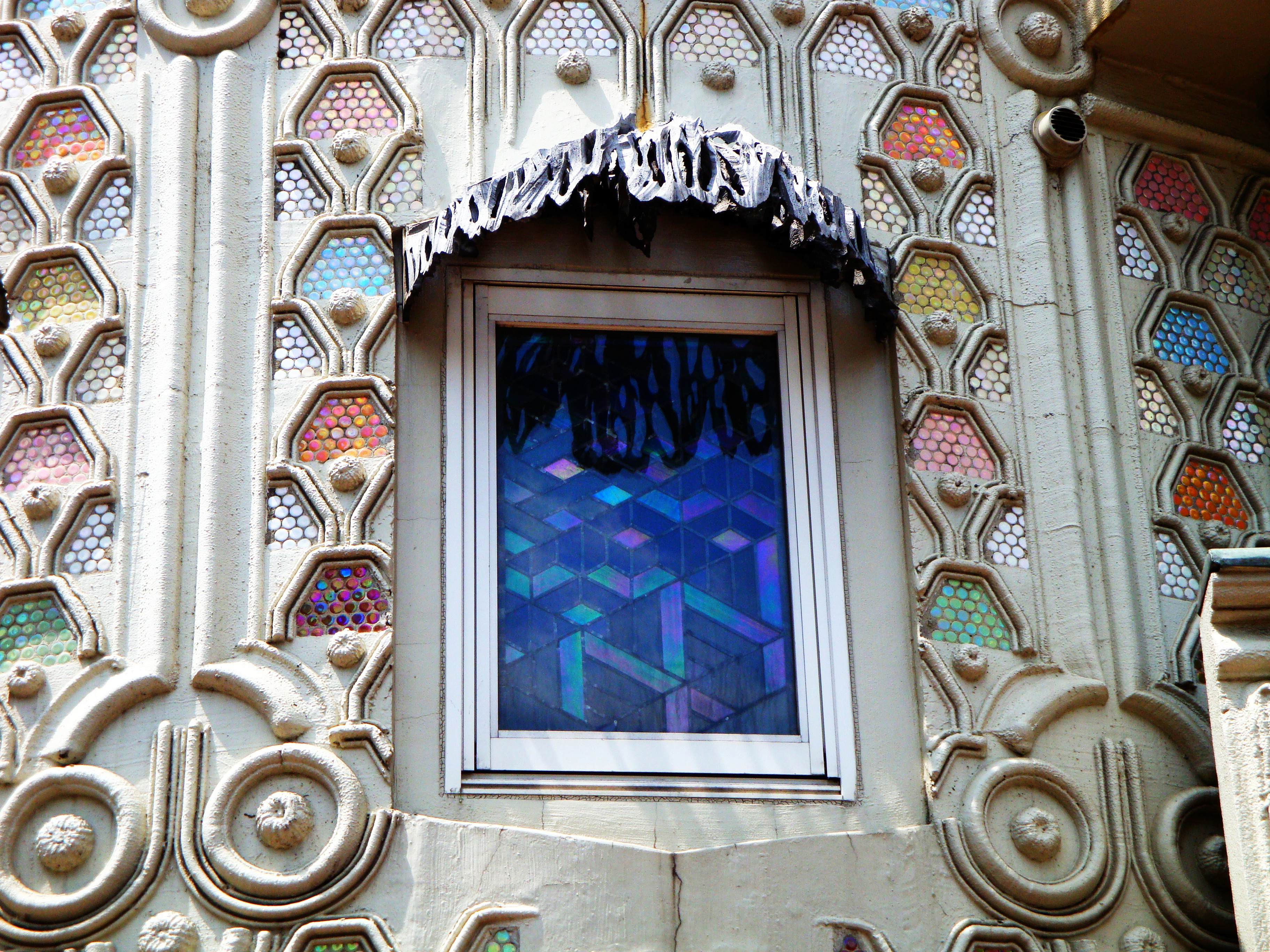
ステンドグラス
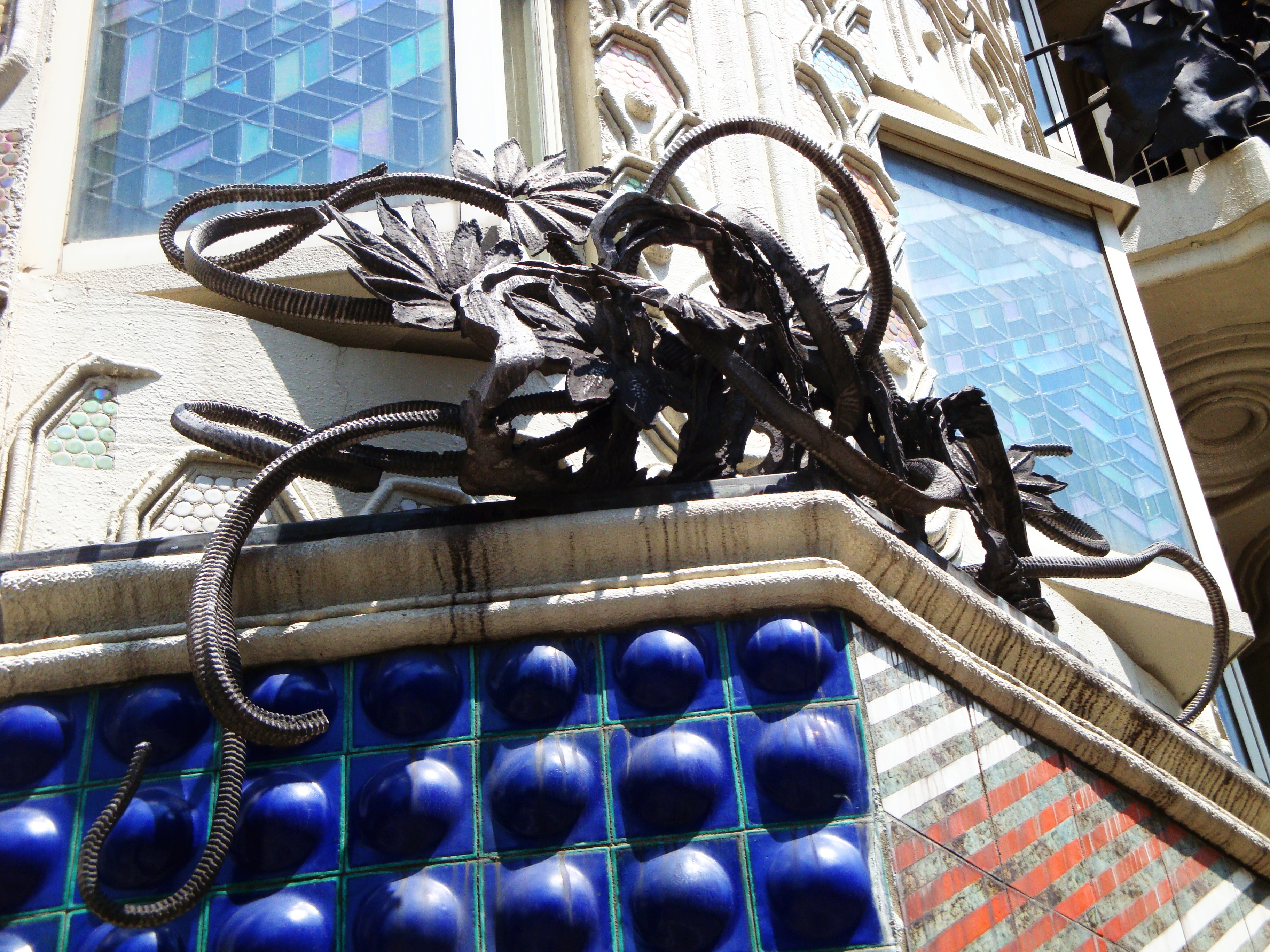
彫刻
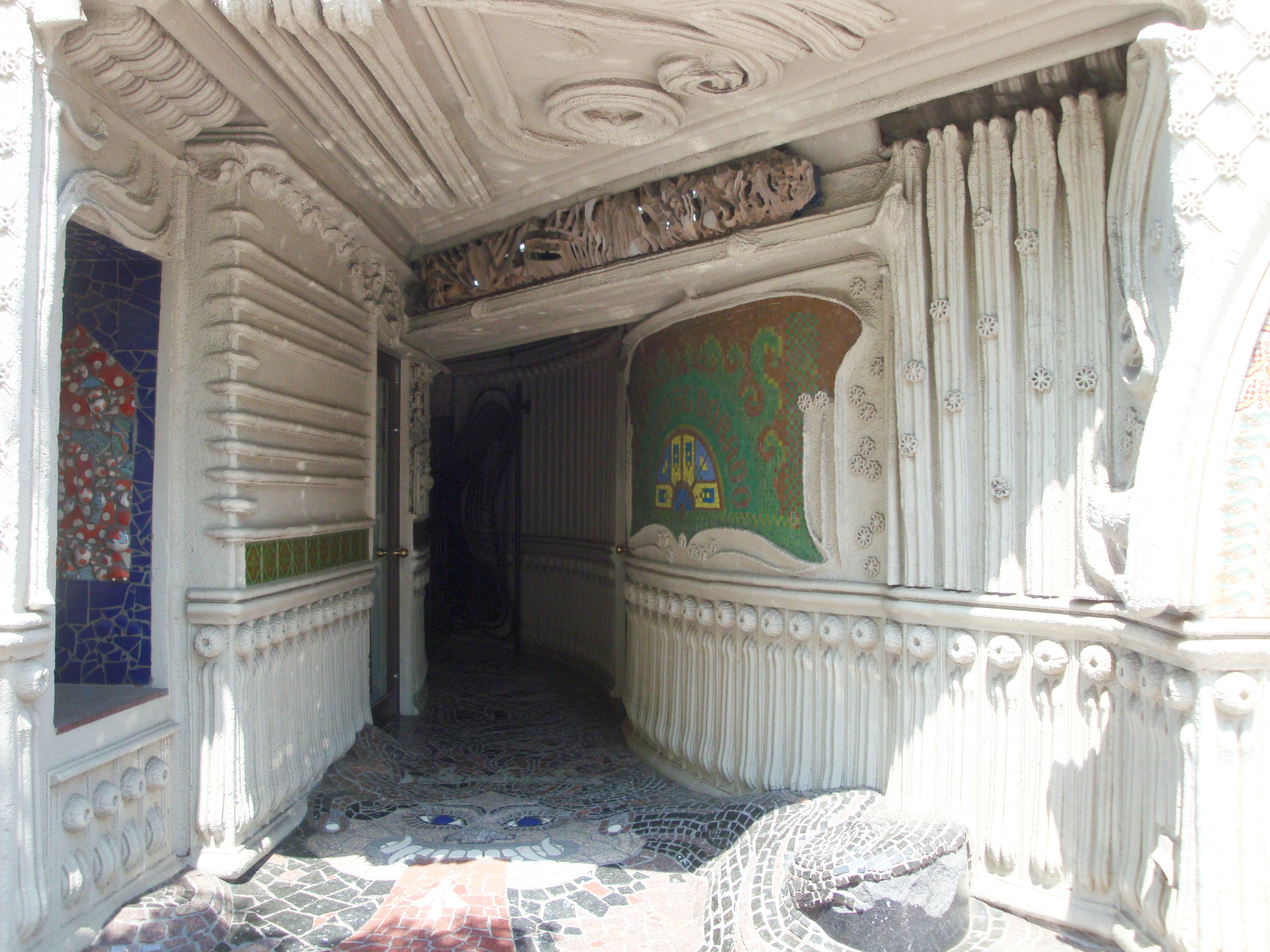
入口
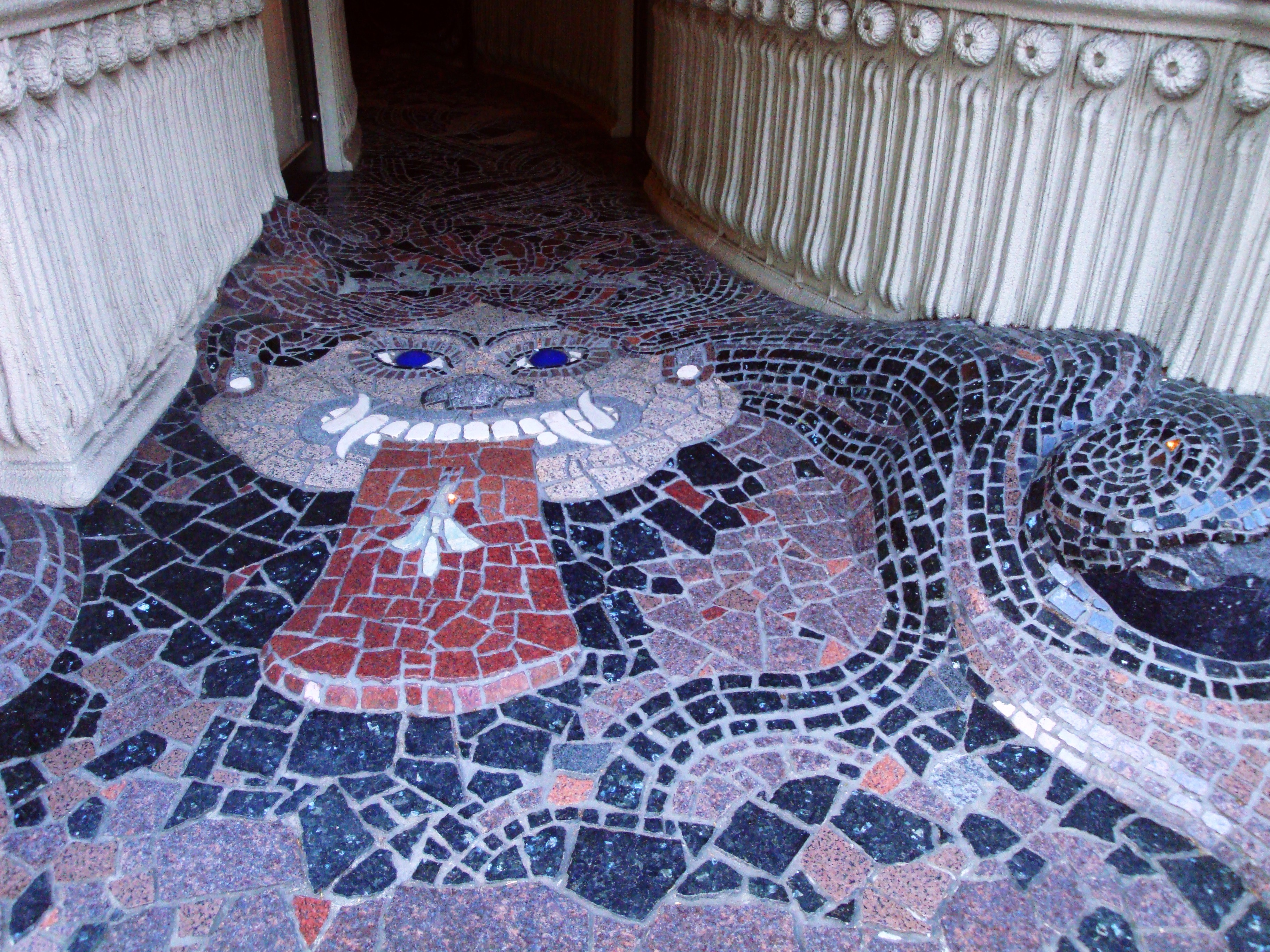
入口床
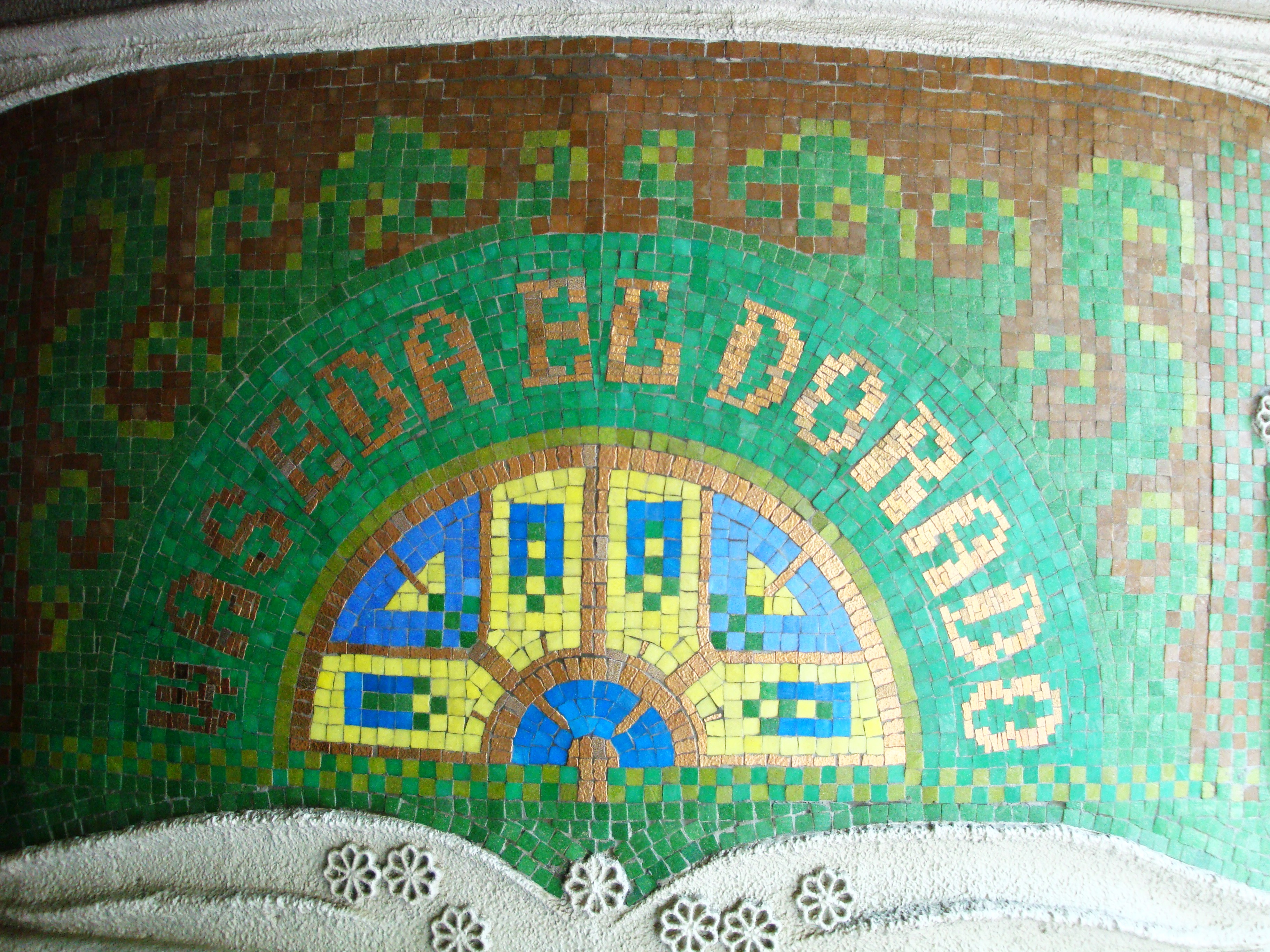
Waseda El Dorado
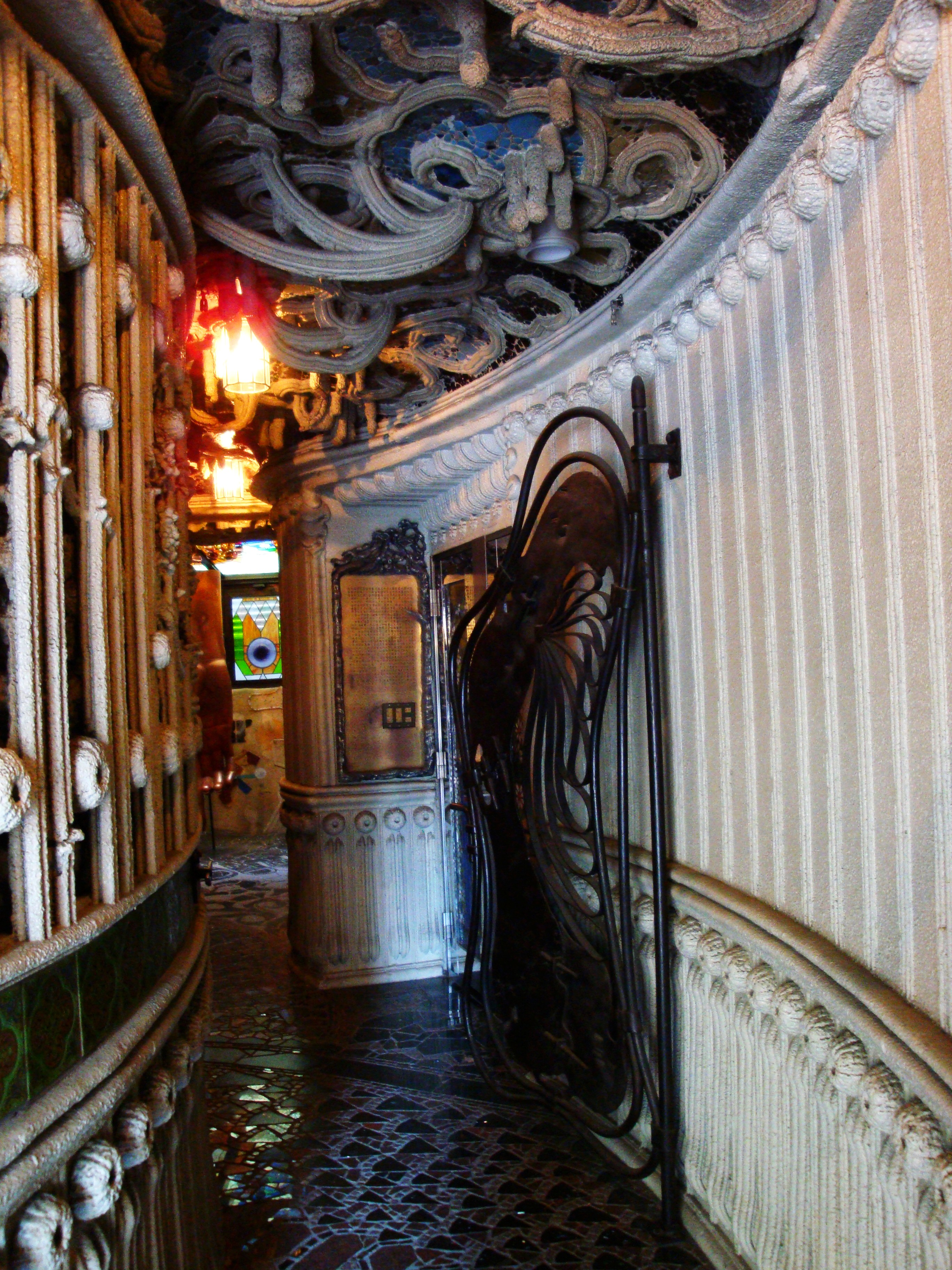
門
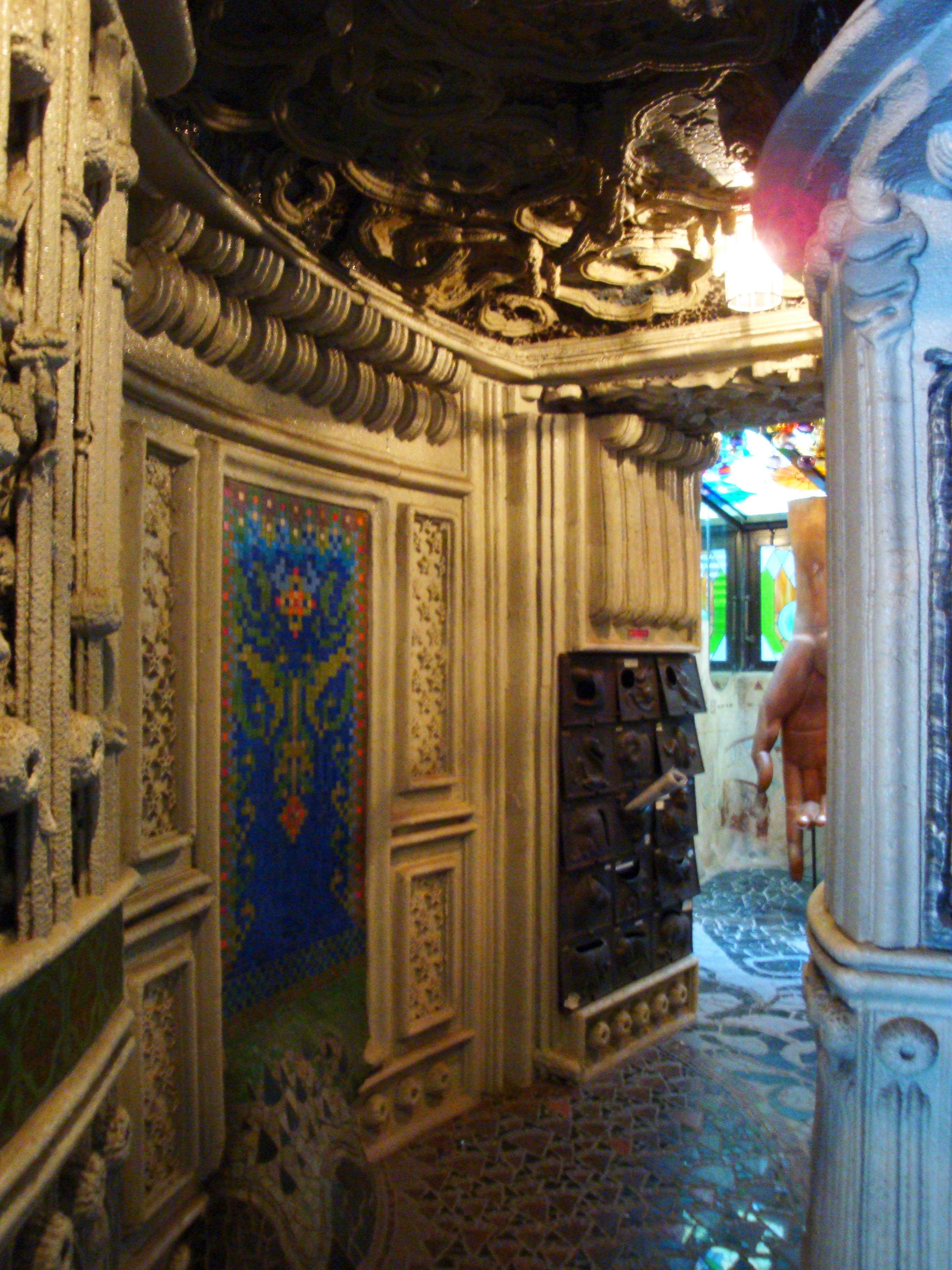
廊下
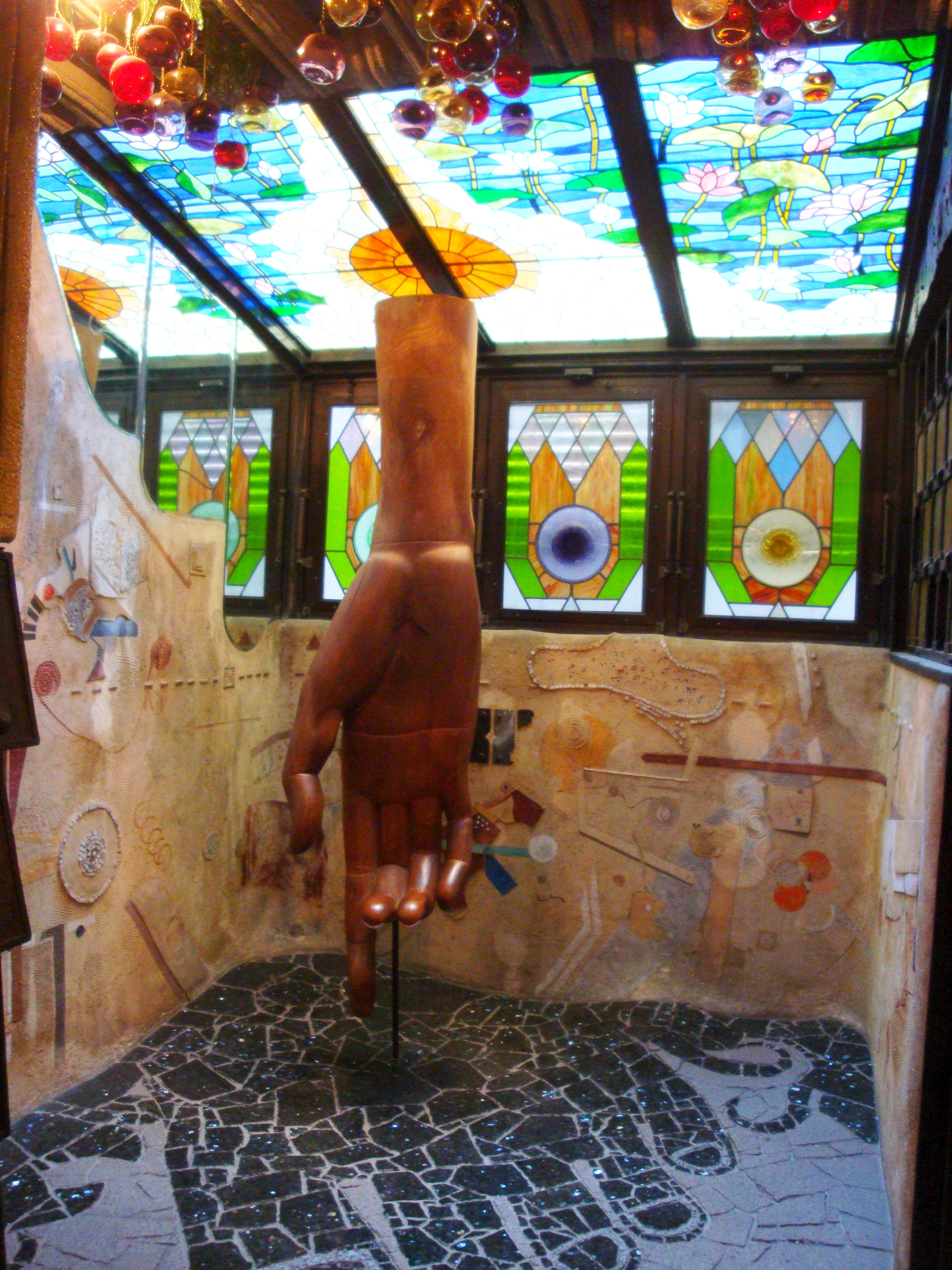
ロビー